# Никола Чупић
Никола Чупић (Шабац, 1836 — Оран, 31. јануар 1870) био је српски задужбинар, капетан и проналазач. Он је био је унук Стојана Чупића, Змаја од Ноћаја, један од образованијих и чувенијих људи свог времена. 

## Порекло и образовање
По рођењу добио је презиме свог оца Куртовић, али је доцније узео презиме своје мајке Василије, која је била ћерка чувеног устаника Стојана Чупића. Растао је под великим утицајем славе свог деде, који му је био велики узор. Сматрао је да ће као војник најбоље осветити дедину смрт, а и наставити његову борбу за ослобођење од Турака, зато је после завршене школе у Шапцу, завршио артиљеријску школу у Београду. Постао је официр и напредовао до капетана прве класе 1863. за време кнеза Михаила.
Савременици га описују као лепог, витког, стаситог, црномањастог младића, веома наочитог и образованог. Посебно га је привлачила литература о спиритуализму и материјализму. Волео је шах, а узгајао је и коње, за које се говорило да су најлепши у Србији.
Био је ожењен Јермилом Обреновић, ћерком господара Јована Обреновића. Овај брак ће потрајати неколико година, након чега ће им црква дозволити да се разведу. Нису имали деце.
Политика га није занимала и никада се није њоме бавио, али се зато бавио војним питањима. Стално је чекао дан када ће се вратити у Босну да освети свог деду и маштао о ослобођењу земље. Личним средсвима је набављао војни материјал и кад год би наишао на нешто што је могло бити корисно за војску, рекао би: „Ово ће ваљати кад се пређе у Босну”.
Бавио се и проналазаштвом. Конструисао је један мали пешадијски топ, који се за његова живота није производио и кола с малим углом осовинског окретања.

## Болест и смрт
У свим плановима и стремљењима Николу је спречила болест. Констатована му је туберкулоза и пошто се тада веровало да сув и јако топао ваздух лечи туберкулозу, он одлази преко Француске у Алжир и настањује се у Орану. Данас знамо да није могло да буде ни говора о неком оздрављању, поготово у таквим тропским условима, те Никола Чупић умире 31. јануара 1870. у тридесет четвртој години живота.
Само неколико дана пред смрт писао је свом пријатељу:
Час је ту, мрети се мора. Лека ми нема. Моћи немам да се кући вратим, ах српско сунце, српска земљо! Хитам да учиним расположење с мојим имањем док још ово мало душе у мени траје. Кад не бејах срећан да, као што су моји стари, будем од користи својој отаџбини на бојном пољу са сабљом у руци, за шта се вазда спремах, оставићу све своје имање на просветне цељи, те да бар на овом пољу својој земљи помогнем. И просвета је оштра као бојни мач и она може да погњави Турке, и да освети наше Косово. Вама аманет да се ово изврши. Ах! Слатка и драга Србијо.
Чупић је сахрањен у Орану, а његови посмртни остаци никада нису нађени пошто су гробље у коме је био сахрањен, као и знатан део вароши Оран, разорени у великом земљотресу 1890. и 1891. године. Приликом рашчишћавања рушевина гробље је уништено а на његовом месту се касније проширила варош. О овом оштећењу гроба свога оснивача задужбински Одбор није на време обавештен.

## Задужбина Николе Чупића
У свом тестаменту написао је Све остало покретно и непокретно моје имање да се употреби на издавање научних и моралних дела.
Чим је добио обавештење о Чупићевом тестаменту, министар просвете и црквених дела Кнежевине Србије Димитрије Матић одредио је 21. октобра 1871. дванаест чланова комисије чија је дужност била да утврде стање Чупићеве заоставштине и поступе према одредбама тестамента. Та комисија је касније прерасла у Одбор Чупићеве задужбине. У тај први одбор позвани су др Јосиф Панчић, Чедомиљ Мијатовић, Стојан Бошковић, Сава Сретеновић, Коста Протић, Ђорђе Малетић, Јован Анђелковић, Стојан Новаковић, Миливоје Прајзовић, Мата Карамарковић, Јован Павловић и Коста Маринковић.
Фонд Задужбине Чупићеве имао је капитал, 31. јануара 1875. године, од 6.000 дуката цесарских који је предат Управи фондова на руковање. На крају првог састанка Одбора одлучено је такође да се објављивање записника сматра као оглас и позив књижевницима који желе да им се дела издају о трошку задужбине.
Године 1877. донета је одлука да се издаје посебан часопис „Годишњица”, који ће излазити сваког јануара (по старом календару) на дан смрти Николе Чупића. Прва књига Годишњице продавана је преко књижара у Београду, Новом Саду и Панчеву по цени од 2 динара за Србију и 1 форинте за Аустро-Угарску, с тим да се књижарима није смело давати више од 25% од зараде. Ђацима и студентима Годишњица је продавана за 50% јефтиније до краја њеног излажења. Примерци Годишњице послати су српским и страним редакцијама ради оглашавања. Тираж ове прве књиге Годишњице износио је 600 примерака. Књижевна дела која је првих година свога рада издавала Задужбина Николе Чупића била су углавном патриотско-поучна и научно-популарна, док се касније претежно посвећивала пажња књижевно-научном садржају.
Одбор Чупићеве задужбине донео је одлуку 1880. године да се сваког 31. јануара одржи свечана јавна седница и парастос оснивачу. Одржавање ових седница прекинуо Први Светски Рат, као и сам рад Чупићеве задужбине.